# Aulonemia subpectinata
Aulonemia subpectinata är en gräsart som först beskrevs av Carl Ernst Otto Kuntze, och fick sitt nu gällande namn av Mcclure. Aulonemia subpectinata ingår i släktet Aulonemia och familjen gräs. Inga underarter finns listade i Catalogue of Life.